# Леви, Лев Израилевич
Лев Израилевич Леви (26 июля [8 августа] 1911, Николаев, Херсонская губерния — 1976, Москва) — советский учёный-металлург, лауреат Сталинской премии.

## Биография
Родился 13 (26 июля) 1911 года в Николаеве, Херсонской губернии, Российской империи.
После окончания школы работал слесарем на Трёхгорной мануфактуре (Красная Пресня).
В 1930—1935 годах учился в МИС имени И. В. Сталина в первом наборе студентов-литейщиков.
В 1935—1952 годах работал на заводе «Динамо» имени С. М. Кирова: мастер, старший мастер, начальник участка, начальник металлургической лаборатории, главный металлург.
В 1952—1954 годах доцент кафедры технологии МИНХ имени Г. В. Плеханова, в 1954—1962 годах зав. кафедрой литейного производства и декан факультета горячей обработки металлов Московского вечернего машиностроительного института (МВМИ).
С 1964 году профессор кафедры технологии литейного производства МИСиС.
В июне 1976 года избран заведующим кафедрой технологии металлов Всесоюзного заочного политехнического института (ВЗПИ), но в сентябре того же года скоропостижно умер. Похоронен на Донском кладбище.

## Семья
- Жена — Елена Аркадьевна Клячко, уроженка Антверпена (из семьи российских эмигрантов), работала инженером-химиком (Владимир Леви до шестнадцати лет носил фамилию матери)[1][2]. Её брат — доктор химических наук, профессор Юрий (Юстин) Аркадьевич Клячко[3][4][5].
  - Сын — Владимир Леви, психотерапевт и писатель.

## Научная деятельность
Доктор технических наук (1962), профессор (1964).
Автор монографий, учебников и учебных пособий. Сочинения:
- Основы теории металлургических процессов и технология плавки литейных сплавов [Текст] : учебник для вузов по спец. «Машины и технология литейного пр-ва» / Л. И. Леви, Л. М. Мариенбах. — Москва : Машиностроение, 1970. — 496 с. : ил.
- Литейные сплавы [Текст] : учебник / Л. И. Леви, С. К. Кантеник. — Москва : Высшая школа, 1967. — 435 с.
- Азот в чугуне для отливок [Текст] / Л. И. Леви, д-р техн. наук. — Москва : Машиностроение, 1964. — 230 с.

Был научным консультантом по литейным процессам Большой советской энциклопедии.

## Награды и премии
- Сталинская премия третьей степени (1950) — за разработку и внедрение в производство выплавки высококачественных чугунов на кислородном дутье